# Škofija Gatineau-Hull
Škofija Gatineau-Hull je bivša rimskokatoliška škofija s sedežem v Hullu (Kanada).
31. oktobra 1990 je bila povzdignjena v nadškofijo Gatineau-Hull.

## Škofje
- Adolphe E. Proulx (1. marec 1982-22. julij 1987)
- Roger Ébacher (30. marec 1988-31. oktober 1990)